# Siegfried Lefanczik
Siegfried Lefanczik (* 4. Juli 1930 in Genthin; † Februar 2016 ebenda) war ein deutscher Geher.

## Biografie
Lefanczik gewann bei den DDR-Meisterschaften 1955 den Meistertitel im 10-km-Gehen. Bei den Europameisterschaften 1958 in Stockholm wurde er im 20-km-Gehen Siebter. Bei den Olympischen Spielen 1960 in Rom wurde er, als er auf Rang fünf lag, wegen unsauberen Gehens disqualifiziert.
Neben der Leichtathletik war er als Fotograf tätig und schrieb ehrenamtlich für die Zeitung Volksstimme. Im Alter von 85 Jahren starb Lefanczik nach schwerer Krankheit.